# 2024년 하계 올림픽 루마니아 선수단
2024년 하계 올림픽 루마니아 선수단은 2024년 7월 26일부터 8월 11일까지 프랑스 파리에서 열린 2024년 하계 올림픽에 참가한 올림픽 루마니아 선수단이다.
루마니아의 참가는 1900년부터 시작되었지만 루마니아 선수들은 1924년부터 전 세계 대공황 기간 동안 로스앤젤레스에서 열린 1932년 하계 올림픽과 1948년 하계 올림픽을 제외하고는 모든 하계 올림픽에 출전했다.

## 출전 선수
| 종목         | 남자 | 여자 | 전체 |
| ------------ | ---- | ---- | ---- |
| 레슬링       | 2    | 3    | 5    |
| 복싱         | 0    | 1    | 1    |
| 사이클       | 1    | 0    | 1    |
| 수구         | 13   | 0    | 13   |
| 수영         | 2    | 1    | 3    |
| 양궁         | 0    | 1    | 1    |
| 역도         | 0    | 2    | 2    |
| 요트         | 0    | 1    | 1    |
| 유도         | 1    | 0    | 1    |
| 육상         | 3    | 10   | 13   |
| 조정         | 22   | 23   | 45   |
| 체조         | 1    | 6    | 7    |
| 카누         | 3    | 0    | 3    |
| 탁구         | 2    | 3    | 5    |
| 테니스       | 0    | 4    | 4    |
| 트라이애슬론 | 1    | 0    | 1    |
| 펜싱         | 0    | 1    | 1    |
| 전체         | 51   | 56   | 107  |

## 메달 집계
| 종목 | 1 | 2 | 3 | 합계 |
| 종목 | ' | ' | ' | '    |
| 종목 | ' | ' | ' | '    |
| 종목 | ' | ' | ' | '    |
| 합계 | ' | ' | ' | '    |

## 같이 보기
- 2024년 하계 올림픽